# Чемпіонат Молдови з футболу серед жінок
Чемпіонат Молдови з футболу серед жіночих команд (рум. Campionatul Moldovei la Fotbal Feminin) — щорічне змагання для молдовських жіночих футбольних клубів, що провдиться Асоціацією жіночого футболу Молдови.
Краща команда чемпіонату виходить до кваліфікації Ліги чемпіонів УЄФА, команда що займає друге місце кваліфікується до Кубка Європи УЄФА.

## Формат
Команди грають між собою двічі за сезон. Місце команди визначається очками. За перемогу нараховується три очка, одне очко — за нічию, якщо команди набрали однакову кількість очок, місце команди визначається за наступним порядком:
- очки, набрані в очних поєдинках;
- різниця м’ячів в очних матчах;
- різниця м’ячів у всих матчах;
- кількість забитих м'ячів в усих матчах;
- кількість перемог у всих матчах;
- кількість жовтих та червоних карток, отриманих у всих матчах.

## Команди-учасниці сезону 2024/25
| Команда       | Місто      |
| ------------- | ---------- |
| «Агаріста-ШС» | Аненій-Ной |
| «Бельчанка»   | Бєльці     |
| ФК «Кишинів»  | Кишинів    |
| «Реал-Сукчес» | Кишинів    |
| «Норок»       | Німорень   |

## Команди-переможці
Таблиця чемпіонів:
- 1996–97: «Кодру» (Кишинів)
- 1997–98: «Кодру» (Кишинів)
- 1998–99: «Конструкторул» (Кишинів)
- 1999–00: «Конструкторул» (Кишинів)
- 2004–05: «Кодру» (Аненій-Ной)
- 2005–06: «Нарта» (Кишинів)
- 2006–07: «Нарта» (Кишинів)
- 2007–08: «Нарта» (Кишинів)
- 2008–09: «Нарта» (Кишинів)
- 2009–10: «Рома» (Калфа)
- 2010–11: «Голіадор» (Кишинів)
- 2011–12: «Норок» (Німорень)
- 2012–13: «Голіадор» (Кишинів)
- 2013–14: «Голіадор» (Кишинів)
- 2014–15: «Норок» (Німорень)
- 2015–16: АРФ (Криуляни)
- 2016–17: «Норок» (Німорень)
- 2017–18: «Агаріста-ШС» (Аненій-Ной)
- 2018–19: «Агаріста-ШС» (Аненій-Ной)
- 2019–20: «Агаріста-ШС» (Аненій-Ной)
- 2020–21: «Агаріста-ШС» (Аненій-Ной)
- 2021–22: «Максімум» (Кагул)
- 2022–23: «Агаріста-ШС» (Аненій-Ной)
- 2023–24: «Агаріста-ШС» (Аненій-Ной)
- 2024–25: «Агаріста-ШС» (Аненій-Ной)

## Найуспішніші клуби
| Клуб                       | Переможці | Переможні роки                                                |
| -------------------------- | --------- | ------------------------------------------------------------- |
| «Агаріста-ШС» (Аненій-Ной) | 7         | 2017–18, 2018–19, 2019–20, 2020–21, 2022–23, 2023–24, 2024–25 |
| «Кодру» (Кишинів)          | 7         | 1996–97, 1997–98, 2000–01, 2001–02, 2002–03, 2003–04, 2004–05 |
| «Нарта» (Кишинів)          | 4         | 2005–06, 2006–07, 2007–08, 2008–09                            |
| «Голіадор» (Кишинів)       | 3         | 2010–11, 2012–13, 2013–14                                     |
| «Норок» (Німорень)         | 3         | 2011–12, 2014–15, 2016–17                                     |
| «Конструкторул» (Кишинів)  | 2         | 1998–99, 1999–00                                              |
| «Рома» (Калфа)             | 1         | 2009–10                                                       |
| «АРФ» (Криуляни)           | 1         | 2015–16                                                       |
| «Максімум» (Кагул)         | 1         | 2021–22                                                       |